# Storia della donna nell'islam

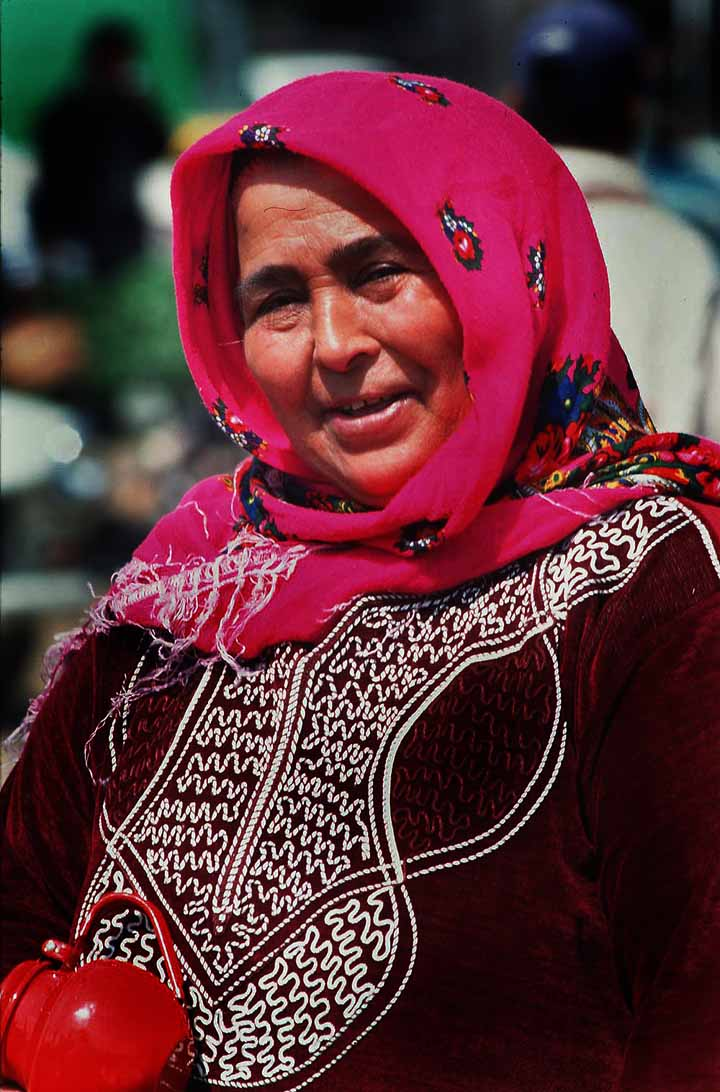
Donna con hijab in Tunisia.

La storia della donna nell'Islam è definita tanto dai testi islamici, quanto dalla storia e cultura del mondo musulmano. 
In base al Corano, il testo sacro islamico, le donne sono uguali agli uomini di fronte ad Allah. 
La Shari'a (Legge islamica) stabilisce delle differenze tra i ruoli di genere, i diritti e i doveri della donna e dell'uomo.
Gli interpreti dei testi giuridici islamici hanno diversi giudizi circa l'interpretazione delle norme religiose sulla condizione della donna. Secondo i più conservatori, le differenze tra uomo e donna sono dovute a diversità di status e responsabilità dei due, mentre il liberalismo musulmano, il femminismo islamico e altri gruppi hanno argomentato a favore di interpretazioni egualitarie.
La condizione della donna nell'Islam, circa le responsabilità delle donne all'interno delle società di cultura prevalente musulmana, varia molto da paese a paese.
I paesi a maggioranza musulmana riconoscono alla donna vari gradi di diritti riguardo a matrimonio, divorzio, diritti civili, status legale, abbigliamento e istruzione, in base a diverse interpretazioni della dottrina islamica e dei principi di laicità. Tali paesi presentano alcune donne in alte posizioni politiche, e hanno eletto diversi capi di Stato donna (per esempio Benazir Bhutto in Pakistan).

## Fonti coraniche
Numerosi sono i passi del Corano che fanno riferimento alla condizione femminile. Essi sono soggetti a interpretazione (ijtihād), e le opinioni sul loro significato variano tra quanti affermano che esso preveda una chiara supremazia dell'uomo sulla donna, fino a quanti, attraverso un'interpretazione storico-giuridica, li considerano volti a un miglioramento progressivo della condizione femminile rispetto alla società araba pre-islamica.
Nel Corano la testimonianza della donna è detta valere la metà di quella di un uomo.

Secondo alcuni, tale testo enuncerebbe il principio di superiorità dell'uomo sulla donna. Secondo altri, esso si limita a enunciare che agli uomini è dato l'obbligo di provvedere al sostentamento economico della famiglia, mentre alle donne è affidata la casa. Ciò che appartiene alle donne, queste lo possono usare per sé, mentre gli uomini il loro denaro lo devono usare soprattutto per la famiglia. Infatti, nel Corano si legge (IV, 19): 
La donna, finché rimane in famiglia, è sottoposta all'autorità del padre; dopo, quando si sposa, passa sotto l'autorità del marito. Paradossalmente esclusa da questa tutela (wilāya) è la nubile non più giovane (anīs), che può in tutto e per tutto gestirsi senza dipendere dall'altrui beneplacito.
Le fonti coraniche circa il diritto ereditario riportano una situazione di disparità. Nella medesima sura "delle donne", è infatti detto in merito all'eredità ai figli "Iddio vi raccomanda di lasciare al maschio la parte di due femmine". Secondo alcuni, ciò va ancora messo in relazione con quanto riportato dalla sura IV, v. 19: gli uomini avrebbero diritto a una quota maggiore di eredità, in quanto devono assicurare il sostentamento della famiglia.
La poligamia è lecita e prevista dal Corano per gli uomini (Sura "delle donne", versetto 3) con la limitazione se temete di non essere giusti con loro sposatene una sola o le ancelle in vostro possesso e al massimo quattro mogli. Questa limitazione ha indotto alcuni commentatori modernisti ad affermare che, poiché è impossibile essere giusti con più di una donna (come è detto nella stessa sura al versetto 129) la poligamia è virtualmente illecita.
Nella stessa sura si dice se alcune delle vostre donne avranno commesso atti indecenti portate quattro testimoni contro di loro, e se questi porteranno testimonianza del fatto, chiudetele in casa finché non le coglierà la morte o fin quando Dio apra loro una via. Dai commentatori questa punizione s'intende abrogata dal v. 2 della sura "della Luce", in cui si afferma che l'adultera e l'adultero siano puniti con cento colpi di frusta ciascuno alla presenza di un gruppo di credenti, ma in questo caso si parla di adulterio mentre nell'altra sura si parla di atti indecenti e i commentatori non sono d'accordo se per atti indecenti debba intendersi l'adulterio.
Nella sura "della Luce", il v. 31 prescrive che le credenti abbassino gli sguardi e custodiscano le loro vergogne, non mostrino troppo le loro parti belle ad altri che agli uomini della famiglia e non battano i piedi sì da mostrare le loro parti nascoste. Secondo un'usanza che è precedente al Corano, questo versetto proibirebbe alle donne di mostrare il volto e quindi avrebbe giustificato nei tempi passati l'esistenza dei ginecei (harem) in cui erano rinchiuse le donne, custodite nel caso di personalità di grande ricchezza, da guardiani evirati, nonché l'uso oggi in certi Stati islamici di vesti che coprono interamente il viso. Circa l'obbligo di portare il velo e coprire il volto, pur non essendoci alcun versetto che lo prescriva espressamente, il v. 59 della sura "delle Fazioni alleate" lo afferma, anche se dice: Dì alle tue spose e alle tue figlie e alle donne dei credenti che si coprano dei loro mantelli, che sono grandi veli che vanno dalla testa ai piedi. Circa il divieto di battere i piedi forse ci si riferisce alla non liceità del ballo per le donne musulmane, o più semplicemente il divieto di far notare l'avere delle cavigliere preziose battendo i piedi (costume arabo preislamico).
Nella sura "del Misericordioso" si parla del paradiso con le vergini a disposizione degli uomini ma è pur vero che lo stesso testo sacro islamico afferma che esistono anche ghulām (schiavi, paggi).
Sono infine frequenti le raccomandazioni ai mariti di trattare con gentilezza e giustizia le loro mogli anche nei rapporti sessuali, in caso di poligamia.
Secondo il Corano l'uomo può ripudiare la moglie in qualsiasi momento; la moglie può farlo in caso di maltrattamenti o indifferenza da parte del marito (IV, 128).
Il principio della superiorità maschile è infine evidenziato anche nel verso 228 della sura 2:
(sura 2, verso 228)

### Diritto della vedova e fornicazione
Nel costume arabo pre-islamico, la donna era considerata parte dell'eredità del defunto. L'erede poteva sposarla, darla in moglie a un terzo, lucrare la sua dote, tenerla nella propria dimora in condizioni di semi-schiavitù. La Sura IV-an Nisa ("Le Donne") del Corano vietò queste pratiche:
19. O voi che credete, non vi è lecito ereditare dalle mogli contro la loro volontà. Non trattatele con durezza nell'intento di riprendervi parte di quello che avete loro donato, a meno che abbiano commesso una palese infamità.»
(Corano, Sura IV, vv. 15 e 19)
Nell'uso preislamico, la moglie ripudiata era obbligata a pagare all'erede un indennizzo per potersi sposare nuovamente. In base al verso 19, le scuole coraniche hanno ritenuto che il divorzio contro compenso (Khul') sia lecito nei casi di "palese infamità", quali: adulterio, insubordinazione, ostilità.
Il verso 15 della Sura IV, in combinato con il verso 2 della Sura XXIV è stato interpretato dalle quattro scuole canoniche di coranico come legittimante la pena di morte mediante lapidazione, seppure in casi limitati e circoscritti. Ciò valse in particolare per il muhsan, uomo sposato con una donna musulmana a prescindere da quale fosse la sua condizione al momento del fatto. Negli altri casi, era prevista la fustigazione con 100 frustate:
(Corano, Sura XXIV-An-Nur ("La Luce"), verso 2)
La nozione di fornicazione (az-zina) è più ampia di quella di adulterio (in arabo az-zaniyyatu wa 'z-zani) poiché la prima ricomprende qualsiasi rapporto sessuale (omo o eterosessuale) al di fuori del matrimonio, anche da parte di persone non sposate al momento dell'atto.

## Fonti canoniche: Hadith e Sunna
Mālik b. Anas, fondatore della scuola giuridica sunnita del malikismo, fu l'autore dell'al-Muwaṭṭāʾ e dell'al-Mudawwana, collezione di detti del profeta Maometto, della sua famiglia e dei suoi compagni, oltre che delle riflessioni di Mālik stesso, raccolte e pubblicate dall'imam e dai suoi allievi (la Mudawwana fu in realtà messa in forma scritta dall'allievo di Mālik, Saḥnūn) con ampi commentari su diverse fattispecie giuridiche. 
L'al-Mudawwana consisteva in gran parte della legge di famiglia, che regolava il matrimonio, l'eredità e la custodia dei figli.
- Diritto matrimoniale musulmano
- Donne come imam

## La donna nella società islamica tra il X e XV secolo

### Medio Oriente
In Medio Oriente durante il Medioevo un primo tentativo di migliorare la condizione femminile si verificò nel corso delle prime riforme avviate dall'islam; vennero infatti concessi maggiori diritti nei campi del matrimonio, del divorzio e dell'eredità. Nelle altre culture, compresa la civiltà occidentale, alle donne non venne concordata una personalità giuridica se non molti secoli dopo.
Il The Oxford Dictionary of Islam afferma che il generale miglioramento dello status delle donne arabe includeva il divieto di infanticidio femminile e il pieno riconoscimento della personalità della donna: "La dote, finora considerata come un "prezzo della sposa" pagato al padre, divenne un dono nuziale trattenuto dalla moglie come una parte della sua proprietà personale".
Secondo la legge islamica costituita dalla Sharia, il matrimonio non è più considerato come uno "stato o condizione obiettiva definitiva" ma piuttosto come un semplice contratto, per cui il previo consenso della donna era di fondamentale importanza, addirittura imperativo. Le donne diedero i diritti di successione all'interno di una società fortemente intrisa di patriarcato la quale aveva precedentemente limitato l'eredità esclusivamente al parente maschio.
L'orientalista tedesca Annemarie Schimmel afferma che "rispetto alla posizione pre-islamica delle donne, la legislazione islamica condusse ad enormi progressi; la donna qui ha il diritto, almeno secondo la lettera della legge, di amministrare la ricchezza in oro che ha portato nella famiglia o che si è guadagnata con il proprio lavoro".
Vi sono stati alcuni che hanno affermato l'esistenza della prova della matrilinearità nell'Arabia arcaica, presente sia negli Amirites dell'attuale Yemen che nei Nabatei stanziati nell'Arabia settentrionale. Alcuni altri hanno ipotizzato che la motivazione di Maometto fosse quella di rimuovere la matrilinearità e di instaurare un sistema puramente patriarcale, a cui vengono attribuite fino ai giorni nostri le conseguenze dirette.
La storica israeliana Shulamith Shahar credeva che la moglie del profeta Khadija bint Khuwaylid fosse stata l'ultima imprenditrice di successo che si potesse trovare in Arabia. Vi è purtuttavia la prova che Khadija fosse la norma piuttosto che l'eccezione, prima che la nuova legge imposta da Maometto non comprendesse l'intera Arabia.
A seguito della rivoluzione religiosa islamica la donna d'affari araba scompare; si ritiene probabile che il profeta mirasse specificamente al sistema matrilieo, facendolo sostituire con quello che credeva essere il nuovo (per la regione) sistema patriarcale. Lungi dall'essere un protofemminista Maometto sarebbe invece stato quello che rimosse i diritti delle donne, in un momento in cui tali diritti erano invece ampiamente disponibili per le donne dei paesi nordici europei non ancora toccati dall'influenza del cristianesimo e per quelle asiatiche.
Altri si oppongono decisamente a questa interpretazione, come ad esempio l'orientalista scozzese William Montgomery Watt il quale asserisce che Maometto, nel contesto storico del suo tempo, può essere considerato una figura che ha testimoniato in nome dei diritti delle donne e che ha migliorato notevolmente le cose. Watt spiega: "All'epoca dell'Islam, le condizioni delle donne erano terribili - non avevano il diritto di possedere proprietà, avrebbero dovuto essere di proprietà dell'uomo, e se l'uomo moriva, tutto andava direttamente ai suoi figli".
Maometto, tuttavia, "istituendo diritti di proprietà, eredità, istruzione e divorzio, ha dato alle donne alcune salvaguardie fondamentali". Haddad e lo studioso statunitense di islamismo John Louis Esposito affermano che "Maometto concesse alle donne diritti e privilegi nella sfera della vita familiare, nel matrimonio, nell'istruzione e negli impegni economici, diritti che aiutarono a migliorare lo status delle donne all'interno della società".
Per quanto riguarda il sessismo la legge civile, soprattutto durante il colonialismo, negò a lungo alle donne sposate qualsiasi diritto di proprietà o personalità giuridica distinta da quella dei loro mariti. Quando gli inglesi fecero applicare la loro legge ai musulmani al posto della Sharia, come facevano in alcune colonie della corona britannica il risultato fu quello di smantellare il diritto per le donne sposate di possedere una proprietà, fatto questo che la legge islamica le aveva sempre accordato, rendendo in tal modo ancora più difficoltoso il progresso verso l'uguaglianza sociale dei sessi.
Mentre nel periodo pre-moderno non vi era formalmente nessun movimento femminista, vi furono tuttavia numerose figure importanti che sostenevano il miglioramento dei diritti e della condizione femminile, questi spaziano dal filosofo mistico medievale Ibn Arabi, il quale sosteneva che le donne avrebbero potuto raggiungere livelli spirituali altrettanto elevati quanto gli uomini, fino a Nana Asma’u, figlia del riformatore settecentesco Usman dan Fodio, che spinse in direzione dell'alfabetizzazione e l'istruzione femminile per tutte le donne musulmane.
Le donne svolsero un ruolo importante nelle fondamenta di molte istituzioni educative islamiche (Madrasa), come è il caso della moschea di al-Qarawiyyin per opera di Fatima al-Fihri nell'859, dalla quale si sviluppò una madrasa di grande importanza nel medioevo. Questo stato di cose continuò fino all'avvento della dinastia degli Ayyubidi (XII e XIII secolo), quando 160 moschee e madrase esistevano nella sola Damasco, di cui 26 furono finanziate direttamente da donne attraverso il sistema delle fondazioni Waqf (opere di carità o Trust). Metà dell'intero mecenatismo reale di queste istituzioni furono delle donne.
Di conseguenza le opportunità per favorire l'istruzione femminile si svilupparono in tutto il mondo islamico durante l'epoca d'oro islamica medievale. Ancora nel XII secolo lo studioso del sunnismo Ibn 'Asakir scrisse che le donne potevano studiare, guadagnare Ijazah (titolo di studio universitario) e qualificarsi come studiose (ʿĀlim) e insegnanti. Questo fu il caso soprattutto delle famiglie che volevano garantirsi la massima educazione possibile, sia per i figli sia per le figlie.
Ibn 'Asakir sostenne l'educazione femminile e calcolò un numero di otto differenti tipi di studiose presenti nel suo tempo. L'educazione femminile nel mondo islamico venne ispirata soprattutto dall'esempio costituito dalle mogli di Maometto Khadija, un'imprenditrice di successo, e da Aisha, una celebre studiosa di "scienze Hadith" nonché condottiera militare durante la battaglia del Cammello. Secondo un Ḥadīth attribuito allo stesso Maometto, egli ebbe a elogiare le donne di Medina a causa del loro spiccato desiderio di conoscenza religiosa.
Mentre non esistevano restrizioni legali all'educazione femminile, alcuni uomini non approvarono questa pratica come ad esempio Ibn al-Haj al-Abdari (morto nel 1336), il quale si considerò sconvolto dal comportamento assunto da alcune donne che assistevano informalmente alle sue lezioni:
La forza lavoro del Califfato che veniva impegnata proveniva da diversi ambiti etnici e religiosi, mentre uomini e donne erano coinvolti in differenti attività economiche. Le donne furono impiegate in una vasta gamma di attività commerciali e in diverse professioni: nel settore primario (come in agricoltura ad esempio), nel settore secondario (come lavoratrici edili, tintori, in filatura ecc.) e finanche nel settore terziario (come investitrici, medici, infermiere, presidentesse di gilde, intermediatrci, commercianti (colportore), finanziatrici e creditrici, studiose, ecc).
Le donne musulmane mantennero anche il monopolio su alcuni rami dell'industria tessile, la più vasta e maggiormente specializzata e orientata verso il mercato dell'epoca, in occupazioni come la filatura, la tintura e il ricamo. In confronti i diritti di proprietà femminile e il lavoro sotto salario furono relativamente rari nel continente europeo fino all'epoca della rivoluzione industriale dei secoli XVIII e XIX.
Durante il XII secolo il famoso filosofo islamico nonché Qadi (giudice) Averroè affermava che le donne erano uguali agli uomini sotto tutti gli aspetti e che disponevano di pari capacità di mettersi in evidenza sia in tempo di pace che durante la guerra, citando esempi di donna guerriera tra gli arabi, i greci e gli africani per sostenere la propria tesi.
Nel corso del primo periodo della storia dell'Islam esempi femminili di notevoli musulmane che combatterono durante l'espansione islamica e la Fitna (guerra civile) come soldati e finanche ufficiali includono Umm 'Umara Nusayba, la succitata Aisha, Khawla bint al-Azwar e Wafeira.

### Figure significative di donne nella società islamica medievale
- Khadija bint Khuwaylid, prima e sola moglie del profeta Maometto finché che ella restò in vita.
- Zaynab e Fatima, figlie del profeta Maometto
- Aisha, moglie di sei anni del profeta Maometto, sopravvissuta al profeta.
- Umm Salama, altra moglie del profeta Maometto
- Rabi'a al-Adawiyya, mistica sufi dell'VIII secolo

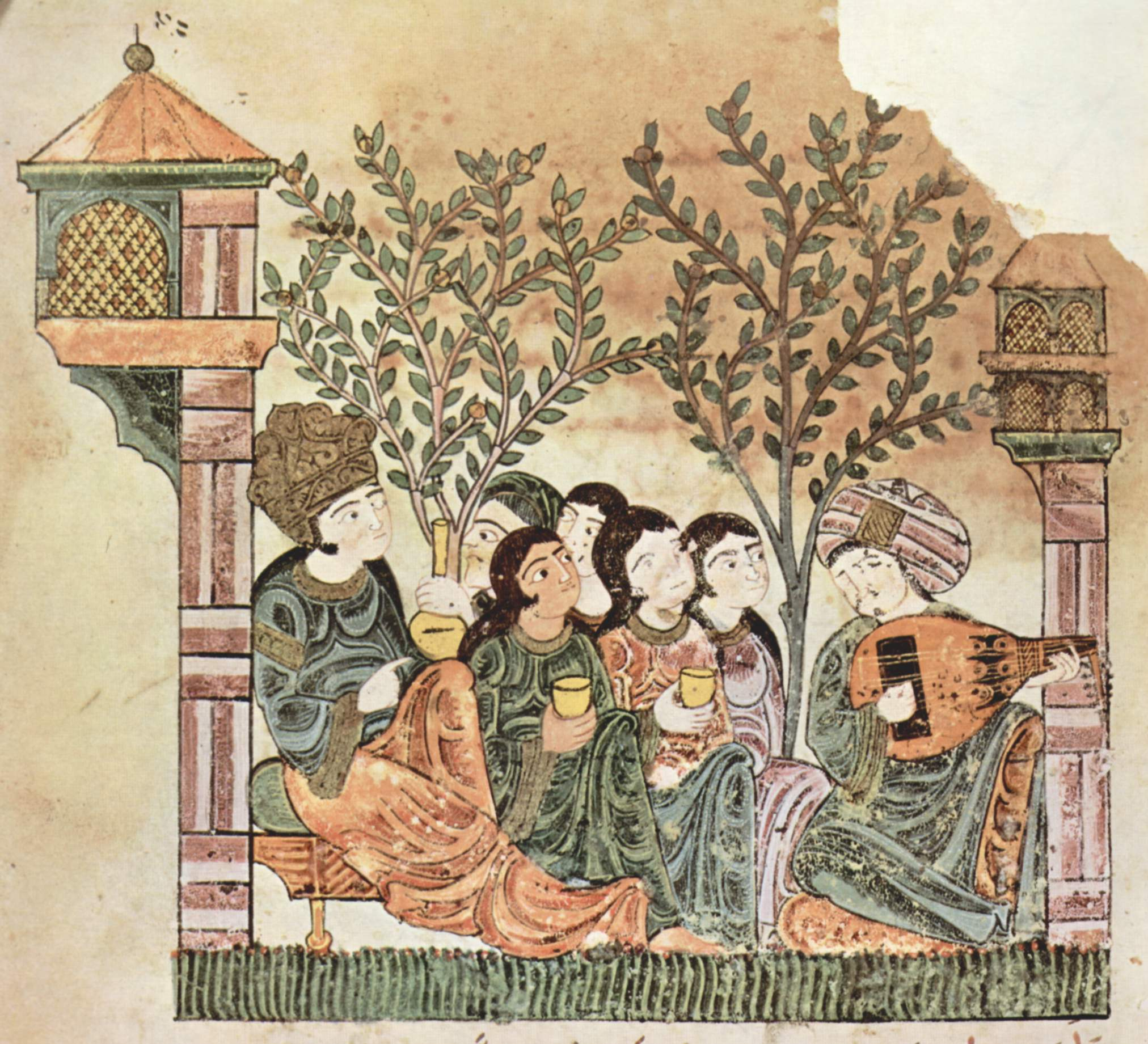
Bayad suona l'oud tra le ragazze; Manoscritto arabo del XII secolo.
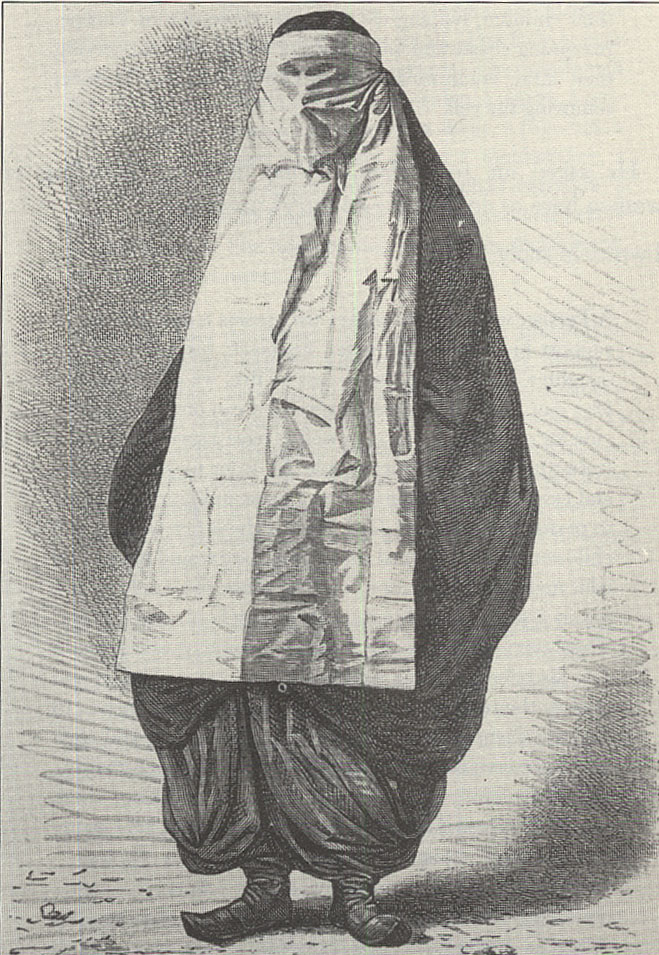
Donna in chador (1881).
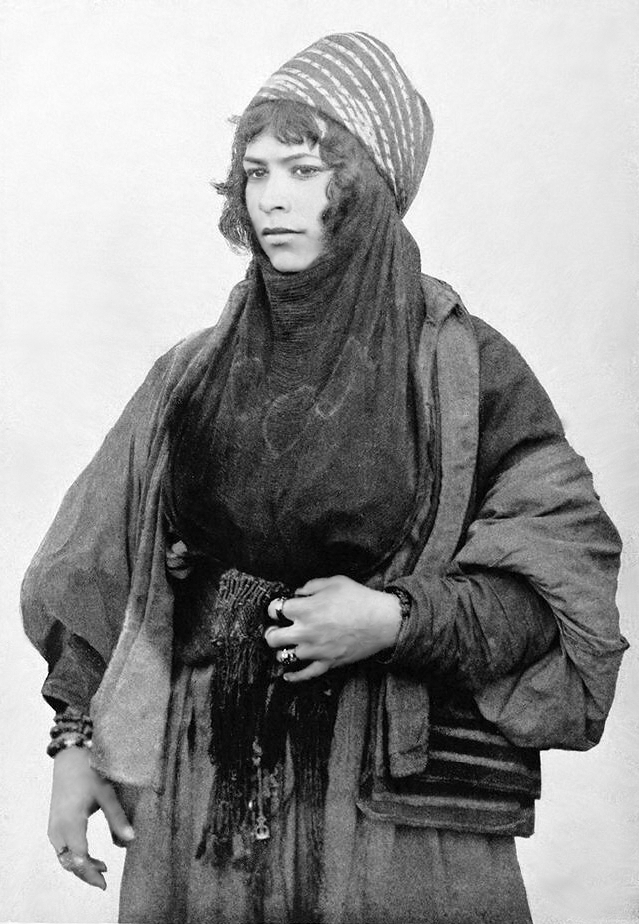
Donna beduina della Siria (1893).

## La donna nelle società islamiche moderne

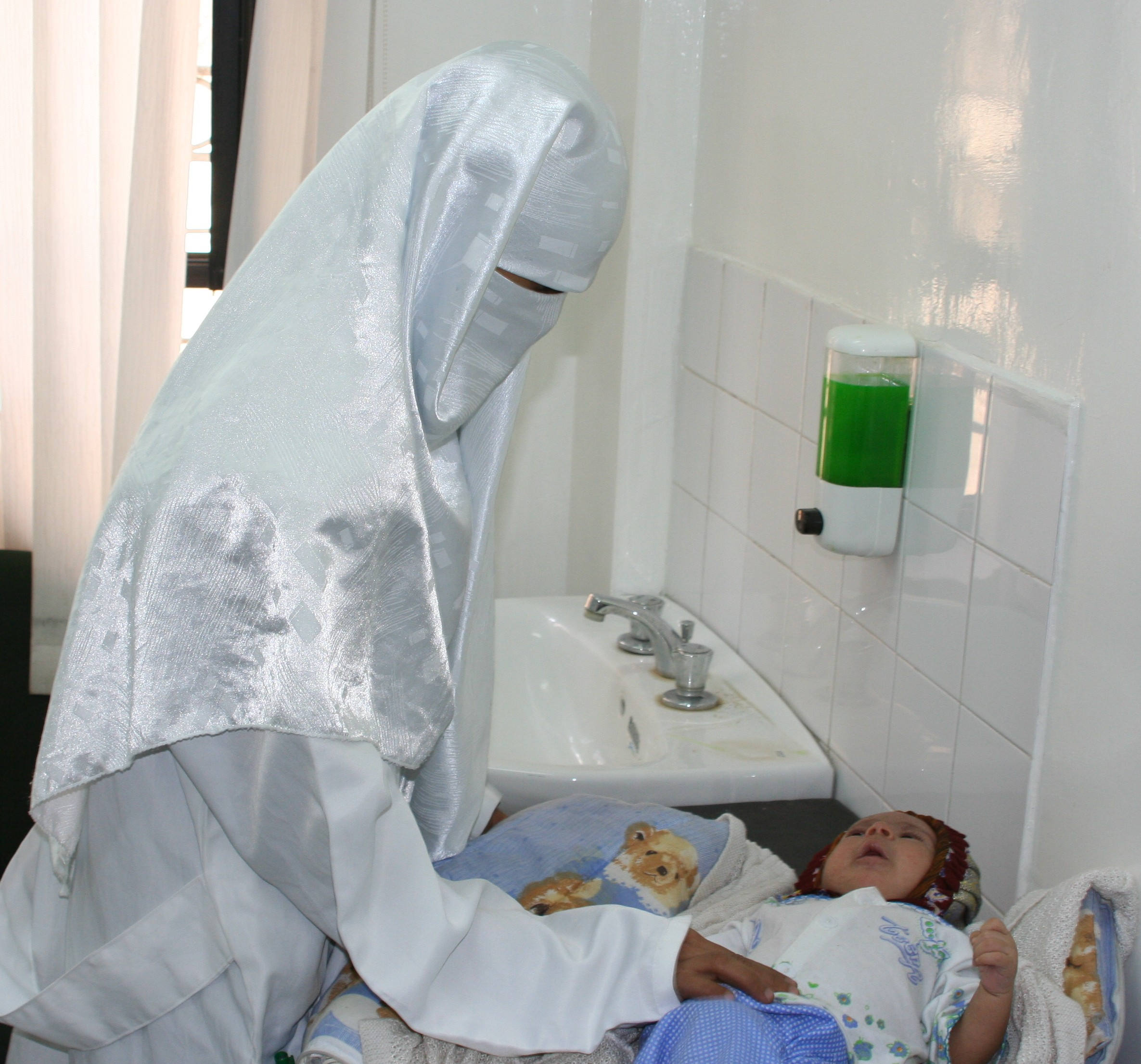
Una donna medico in Yemen.

Nel mondo islamico le donne non sono ugualmente discriminate in tutti i Paesi, per cui parlando dei diritti delle donne islamiche occorre precisare a quale piano ci si riferisca, se teorico-religioso o pratico-politico, e a che paese si faccia riferimento.
In alcuni Stati, hanno ormai ottenuto parecchi privilegi una volta destinati quasi esclusivamente agli uomini, ma negli Stati più tradizionalisti e in quelli che mirano alla reintroduzione a pieno titolo della sharīa, dove le norme del Corano sono interpretate e applicate in maniera più rigida e rigorosa, le donne non vivono una situazione egualitaria in termini di libertà, e sono considerate a un livello inferiore rispetto all'uomo.
- Mudawwana, riforma del diritto di famiglia del Marocco del 2004, apprezzato per l'abolizione della famiglia patriarcale e l'espressione di rispetto verso la donna.[29]
- Femminismo islamico: Asra Nomani
  - Carta islamica dei diritti delle donne nella stanza da letto
  - Carta islamica dei diritti delle donne nella moschea
  - 99 precetti per aprire i cuori, le menti e le porte nel mondo musulmano

### Figure significative di donne nelle società islamiche moderne
- Rawya Ateya, eletta nel 1957 al Parlamento dell'Egitto, prima parlamentare donna del mondo arabo
- Benazir Bhutto, primo ministro del Pakistan dal 1988 al 1990 e dal 1993 al 1996
- Tansu Çiller, primo ministro della Turchia dal 1993 al 1996
- Megawati Sukarnoputri, presidente dell'Indonesia dal 23 luglio 2001 al 20 ottobre 2004
- Khaleda Zia[30] e Sheikh Hasina, primi ministri del Bangladesh
- Shirin Ebadi, avvocata e pacifista iraniana, premio Nobel per la pace 2003
- Fatima Mernissi, sociologa marocchina
- Malala Yousafzai, attivista pakistana, la più giovane premio Nobel
- Iman Meskini, attrice norvegese di origine tunisine
- Amal Alamuddin, avvocata libanese
- Tawakkul Karman, attivista yemenita

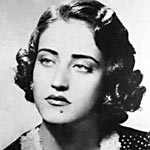
Asmahan (1912-1944)
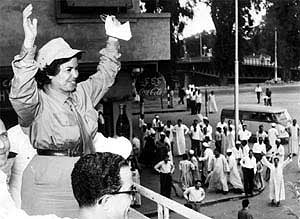
Rawya Ateya (1957)
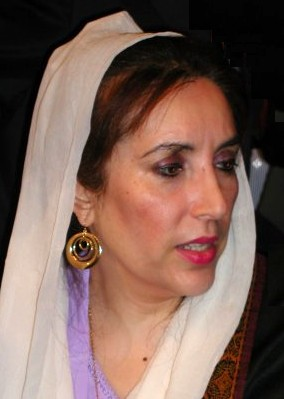
Benazir Bhutto
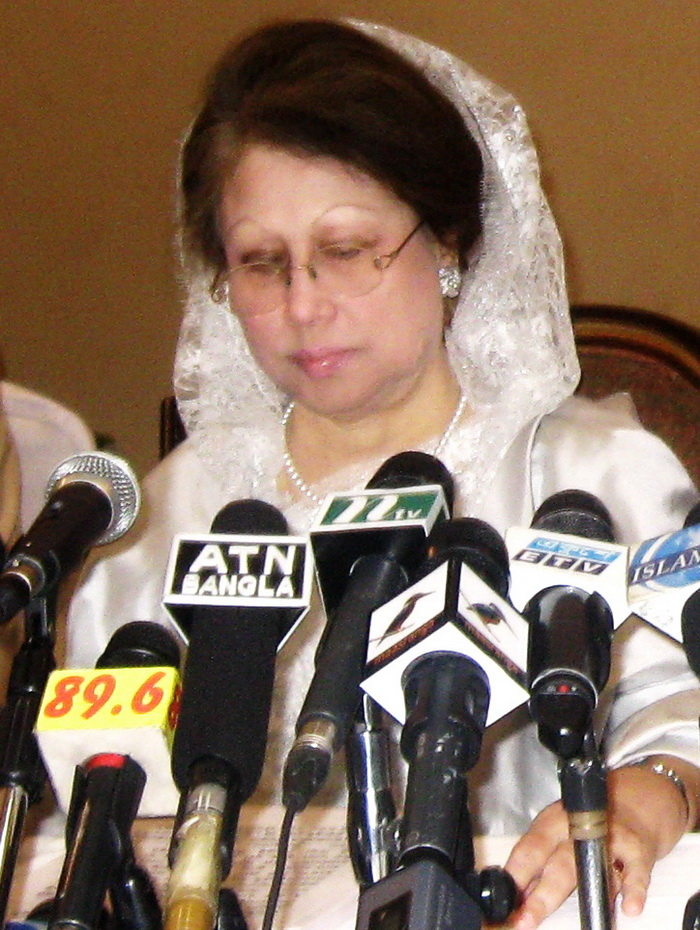
Khaleda Zia
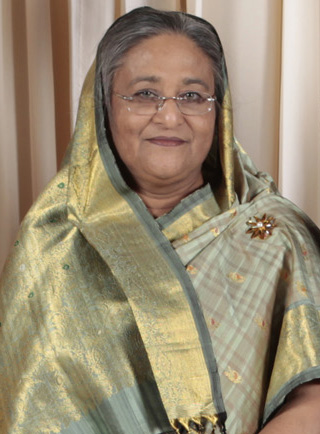
Sheikh Hasina
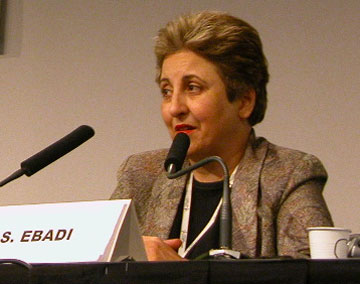
Shirin Ebadi
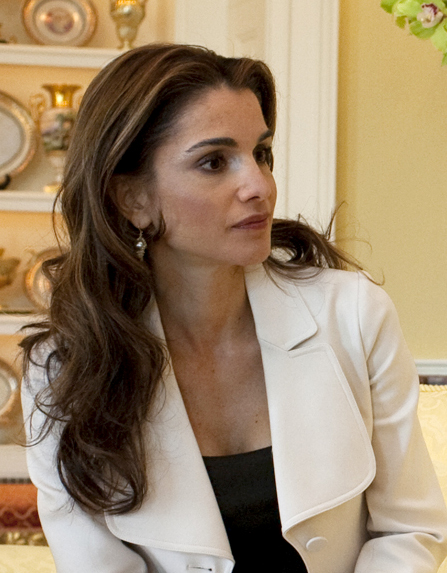
Rania di Giordania
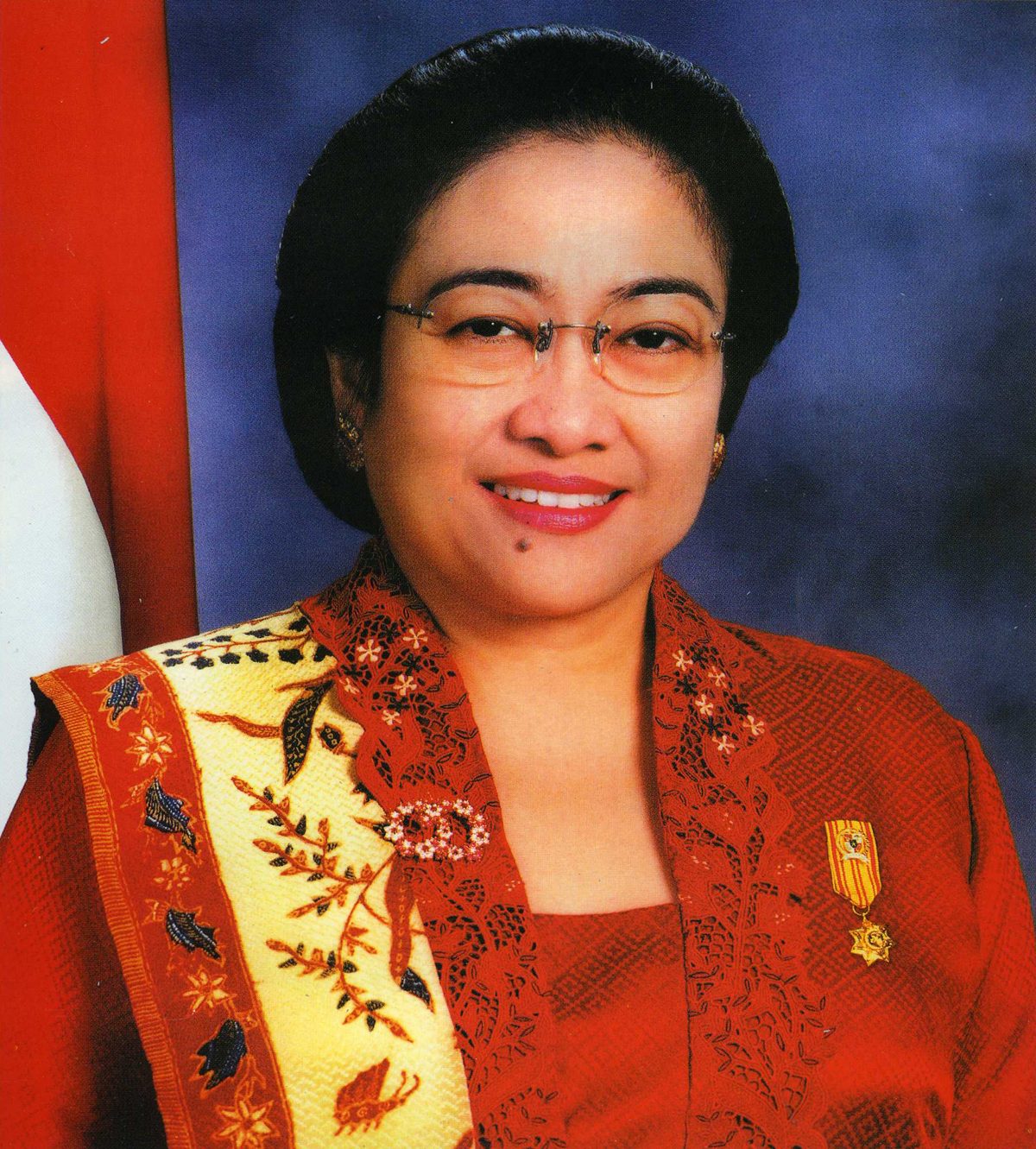
Megawati Sukarnoputri

### Suffragio femminile
Data d'introduzione del suffragio femminile in paesi a maggioranza musulmana (la data d'introduzione del suffragio non corrisponde alla data di introduzione dell'elettorato passivo; alcune date si riferiscono a elezioni regionali; il suffragio femminile può non essere universale in alcuni paesi, e altri possono aver subito una regressione rispetto alla iniziale concessione del suffragio):
- 1918 - Azerbaigian
- 1920 - Albania[31]
- 1921 - Azerbaigian[31]
- 1924 - Tagikistan[31], Kazakistan[31]
- 1927 - Turkmenistan[31]
- 1930 - Turchia[31]
- 1932 - Maldive[31]
- 1938 - Uzbekistan[31]
- 1945 - Indonesia,[31] Senegal[31]
- 1946 - Palestina (mandato britannico)[31]
- 1947-1956 - Pakistan[31]
- 1948[31]-1980[senza fonte] - Iraq
- 1948 - Niger[31]
- 1949-1953 - Siria[31]
- 1952 - Libano[31][32])
- 1956 - Comore,[31] Egitto,[31] Mali,[31] Mauritania,[31] Somalia[31]
- 1957 - Malaysia[31][33]
- 1959 - Tunisia[34]
- 1960 - Gambia[31]
- 1961 - Sierra Leone[31]
- 1962 - Algeria[31][33]
- 1963 - Iran,[31][33] Marocco[31][33]
- 1964 - Libia,[33] Sudan[31]
- 1965 - Afghanistan[31][35]
- 1970 - Yemen[31]
- 1972 - Bangladesh[31][33]
- 1974 - Giordania[31][33]
- 1978 - Nigeria
- 1993[33]-1994[31] - Kazakistan
- 1999 - Qatar[36]
- 2002 - Bahrein[37]
- 2003 - Oman[38]
- 2005 - Kuwait[31][33]
- 2006 - Emirati Arabi Uniti[39]
- 2015 - Arabia Saudita[40][41]

In Brunei non si tengono elezioni dal 1965.

## Interpretazioni contemporanee del ruolo della donna nell'Islam
Hamza Piccardo, scrittore ed ex-segretario dell'UCOII, nella versione del Corano da lui stesso curata per Newton & Compton commenta così:
L’uomo e la donna sono due realtà complementari imprescindibili l’una dall’altra. Se così non fosse, Allah (gloria a Lui l’Altissimo) non avrebbe formato Eva dalla costola di Adamo, avrebbe fornito entrambi i generi di apparati riproduttivi completi ecc. ecc.
La struttura fisica dell’uomo è capace di grandi sforzi e di exploit significativi, quella della donna, di fatica mediamente ripartita e grande sopportazione del dolore.
La sensibilità maschile è tutta esteriore, proiettata in un ambito extrafamigliare che tende a diventare pubblico e politico. Quella femminile è interiore, attenta a se stessa, tesa alla protezione di quanto acquisito o all’acquisizione di semplici mezzi di sostentamento e di sicurezza.
La psicologia maschile è immaginifica, creativa, sperimentale, amante del rischio, desiderosa di novità, di affermazione dell’io, il più delle volte ampia e superficiale. Quella femminile è concreta, tradizionale, nemica dell’azzardo, desiderosa di certezze, di conservazione del “mio”, il più delle volte profonda e limitata.
Nell’ambito famigliare il rispetto della Legge di Allah e della Sunna dell’Inviato fa sì che non si creino situazioni tali da esigere un’affermazione di potere che mortifichi la complementarità dei coniugi. Ma oltre alla complementarità c’è un problema di leadership, nella famiglia e nella società, che non significa predominio, oppressione o disconoscimento della prevalenza femminile in una quantità di settori e circostanze. Allah (gloria a Lui l’Altissimo) affida questo ruolo dirigente al maschio. È un compito gravoso e difficile, di cui l’uomo farebbe spesso volentieri a meno, e di cui è tenuto a rispondere davanti ad Allah.»